# Samsuri
Samsuri (ur. 31 lipca 1925 w Mojokerto, zm. 31 maja 2009) – indonezyjski językoznawca.

## Życiorys
Podjął studia magisterskie na Uniwersytecie Indiany, gdzie w 1958 roku obronił pracę The Phonology of Javanese. Doktoryzował się w 1965 roku na podstawie rozprawy An Introduction to Rappang Buginese Grammar.
Od 1966 roku pełnił funkcję dziekana Fakultas Keguruan Sastra dan Seni na uczelni Institut Keguruan dan Ilmu Pendidikan Malang. W latach 1970–1974 był rektorem tej uczelni. W 1988 r. został mianowany profesorem.
Był członkiem organizacji Regional English Language Center (Singapur, 1969–1974).

## Wybrana twórczość
- Analisis Bahasa (1978)
- Tata Kalimat Bahasa Indonesia (1982)
- Berbagai Aliran Linguistik Abad XX (1988)
- Morfologi dan Pembentukan Kata (1988)